# Сюлли — Морлан (станция метро)
Сюлли — Морлан (фр. Sully - Morland) — станция линии 7 Парижского метрополитена, расположенная в IV округе Парижа.

## История
- Станция открылась 3 июня 1930 года при продлении линии 7 на один перегон от станции Пон-Мари. Однако открытие следующего участка до станции Пляс-Монж, который позволил соединить северный участок линии 7 с южным (временно входившим в то время в состав линии 10), было задержано до 26 апреля 1931 года, что связано с конструкционными сложностями проходки тоннеля под Сеной и трассировки перегона Пон-Мари — Жюссьё: линия делает резкий поворот на 90° с уклоном под дном реки в 40 промилле[2]. Название станции образовано от моста Сюлли, соединяющего бульвар Сен-Жермен и бульвар Анри IV, и от бульвара Морлан, пролегающего на юго-восток от станции метро.
- Пассажиропоток по станции по входу в 2011 году, по данным RATP, составил 1 606 960 человек[3]. В 2013 году этот показатель снизился до {{{1}}}1 575 223 пассажиров (276 место по уровню входного пассажиропотока в Парижском метро)[4]

## Галерея
- Состав модели MF 77 на станции